# Majdan Średni (gmina)
Majdan Średni – dawna gmina wiejska w powiecie nadwórniańskim województwa stanisławowskiego II Rzeczypospolitej. Siedzibą gminy był Majdan Średni.
Gminę utworzono 1 sierpnia 1934 r. w ramach reformy na podstawie ustawy scaleniowej z dotychczasowych gmin wiejskich: Hawryłówka, Majdan Górny, Majdan Średni, Paryszcze i Weleśnica.
Pod okupacją zniesiona i przekształcona w gminę Hawryłówka.